# Segundo Montes
Segundo Montes, S.J. (Valladolid, 15 de mayo de 1933 - San Salvador, 16 de noviembre de 1989) fue un académico, filósofo, docente, sociólogo y sacerdote jesuita español, nacionalizado salvadoreño. Es uno de los mártires de la UCA.

## Biografía

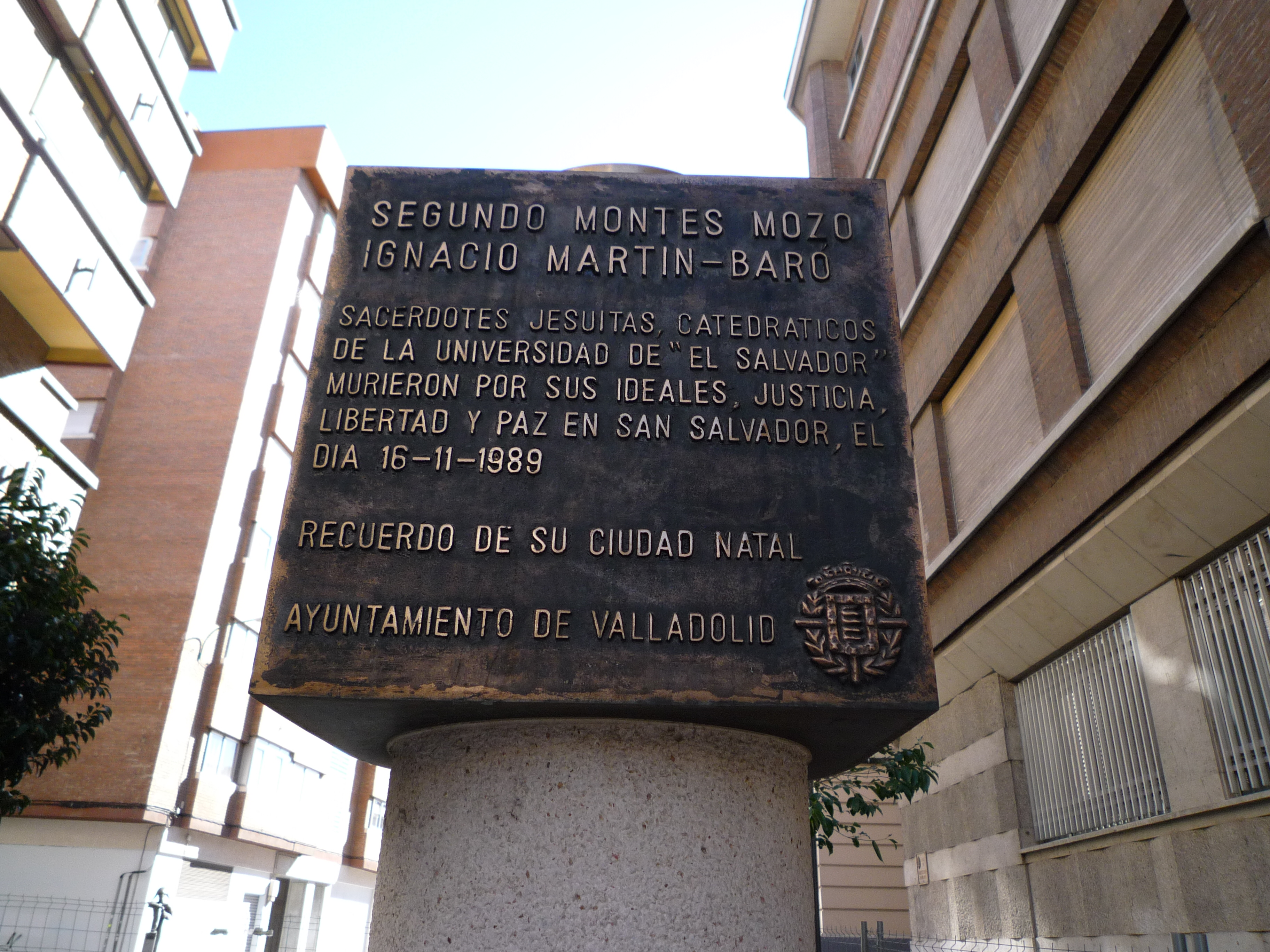
Escultura homenaje a los dos jesuitas vallisoletanos Segundo Montes e Ignacio Martín-Baró, asesinados en El Salvador en la calle Simón Aranda de su ciudad natal.

Segundo Montes creció en Valladolid, donde realizó sus estudios primarios y secundarios. Ingresó en el noviciado de la Compañía de Jesús en Orduña, el 15 de agosto de 1950. Al año siguiente fue enviado a Santa Tecla, El Salvador, para continuar sus estudios bajo la dirección del jesuita Miguel Elizondo. Al terminar, sus estudios de noviciado en 1952, fue enviado a Quito, Ecuador para realizar estudios de humanidades y filosofía en la Universidad Católica.
En 1957 obtuvo la licenciatura en filosofía y retornó a El Salvador, donde trabajo como profesor en el colegio jesuita "Externado San José". En 1960 fue trasladado a Innsbruck, Austria, para estudiar teología. Fue ordenado sacerdote, el 25 de julio de 1963, y recibió el título de licenciado en teología en 1964.
Regresó a El Salvador en 1966 y nuevamente fue asignado a la comunidad jesuita del Colegio "Externado San José". Fue rector de esta institución educativa entre 1973 y 1976. Desde 1970, colabora como catedrático en la recién fundada Universidad Centroamericana "José Simeón Cañas" (UCA). En 1976 es trasladado definitivamente a la comunidad jesuita de la UCA, donde imparte clases de Sociología. El padre Montes llega a la universidad en el momento en que ésta, había comenzado a adoptar una nueva línea de pensamiento social de carácter progresista y por ello, era criticada por sectores conservadores de la sociedad salvadoreña.
En 1978 obtiene un Doctorado en Antropología Social en la Universidad Complutense de Madrid. El padre Montes asumió progresivamente cada vez más responsabilidades dentro de la UCA y se convirtió en uno de los principales colaborares del rector Ignacio Ellacuría. Entre 1978 y 1982 dirige la revista universitaria ECA; en 1980 pasa a ser jefe del Departamento de Ciencias Políticas y Sociales de la universidad y en 1985 funda el Instituto de Derechos Humanos de la UCA (IDHUCA) para investigar y denunciar las violaciones a los derechos humanos en el país cometidas. Desde principios de la década de los años 1980, Segundo Montes, realiza labores de trabajo social entre los desplazados y refugiados, víctimas de la guerra civil de El Salvador. En varias ocasiones viajó a Washington, para testificar en comités del Congreso de Estados Unidos, en defensa de los derechos de los refugiados salvadoreños.
Segundo Montes fue un escritor prolífico. El escribió gran cantidad de libros y artículos sobre Sociología y Ciencias Políticas. Desde 1982, hasta el momento de su muerte, publicó prácticamente, un libro cada año. El escribía en español pero numerosos trabajos suyos fueron traducidos y publicados en inglés, francés y alemán.
Como otros jesuitas que laboraban en la UCA, comenzó a recibir amenazas de muerte y a ser señalado públicamente como "izquierdista" y "subversivo". Las amenazas se materializaron, el 16 de noviembre de 1989, cuando Segundo Montes y 5 compañeros jesuitas Ignacio Martín Baró, Amando López, Juan Ramón Moreno, Joaquín López y López e Ignacio Ellacuría así como Elba Julia Ramos, que trabajaba en la comunidad, y su hija Celina, fueron asesinados por un pelotón del batallón Atlácatl de la Fuerza Armada de El Salvador, bajo las órdenes del coronel René Emilio Ponce, dentro del campus de la UCA. El asesinato es conocido como los Mártires de la UCA.

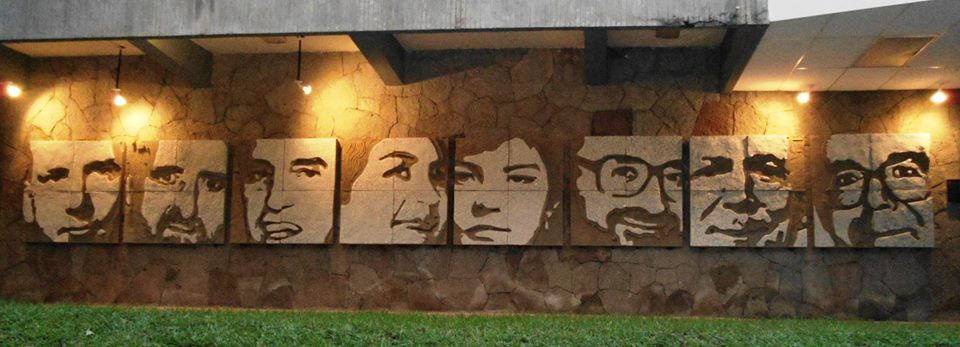
Mural de los mártires del UCA